# シーリ・ランタネン
シーリ・ランタネン（Siiri Johanna "Äitee" Rantanen、1924年12月14日 - 2023年5月5日）は、フィンランド、北カルヤラ県トホマヤルヴィ出身の元クロスカントリースキー選手。1950年代から1960年代にかけて国際大会で活躍した。

## プロフィール
ランタネンは1952年オスロオリンピック10kmで同僚のリディア・ウィデマン、ミルヤ・ヒエタミエスに次いで銅メダルを獲得。1954年ノルディックスキー世界選手権では10kmとリレーでともに銀メダル、1956年コルチナ・ダンペッツオオリンピックでは10km5位入賞、リレーで金メダルを獲得した。
自国開催の1958年ノルディックスキー世界選手権ではリレー銀、10km銅メダル、1960年スコーバレーオリンピックと1962年ノルディックスキー世界選手権でともに銅メダルと通算で8個のメダルを得ている。
ラハティスキーゲームズの10kmでは1953年、1959年、1961年の3度優勝、フィンランド女性アスリートオブザイヤーには1954年、1956年、1958年、1959年の4度選出されている。
2023年5月5日に死去。98歳没。